# Batalla de Friedland
La batalla de Friedland del 14 de juny de 1807 enfrontà la Grande Armée de Napoleó Bonaparte amb l'exèrcit rus dirigit per Levin Bennigsen a 43 quilòmetres al sud-est de Königsberg.

## Antecedents
Prússia i Rússia es van mobilitzar per a una nova campanya, i les tropes prussianes es van concentrar a Saxònia. Napoleó va contraatacar, derrotant els prussians de manera decisiva en les batalles de Jena i Auerstädt, l'octubre de 1806. Les forces franceses de Napoleó van ocupar llavors Prússia, capturant Berlín el 25 d'octubre de 1806, i marxant sobre l'est de Prússia i la frontera russa, on van tenir una trobada amb les tropes russes a la batalla d'Eylau, el febrer de 1807, i on l'avanç de Napoleó va ser aturat breument.
El 24 de maig de 1807, el setge de Danzig va acabar quan el general prussià Friedrich Adolf von Kalckreuth va capitular davant el mariscal francès François Joseph Lefebvre, i amb Danzig assegurada, Napoleó podia atacar l'exèrcit de Bennigsen, però els russos van ordenar a les seves columnes a convergir sobre el mariscal Michel Ney, derrotat els dies 5 i 6 de juny a la batalla de Guttstadt-Deppen, però va aconseguir escapar cap al riu Pasłęka, al sud-oest amb la major part dels seus soldats.
Napoleó va ordenar al seu exèrcit de 190.000 homes a acostar-se als 100.000 russos i 15.000 prussians. Levin August von Bennigsen, en saber-ho va ordenar a les seves tropes a retirar-se a Lidzbark Warminski (Heilsberg) i va prendre fortes posicions defensives al voltant de la ciutat. L'exèrcit francès, de Murat i Lannes, va atacar el 10 de juny. Bennigsen va repel·lir diversos atacs, causant enormes baixes franceses, però va haver de retirar-se cap Friedland l'endemà.

## Batalla
Quan l'avantguarda de russa va arribar a Friedland va trobar que un regiment francès d'hússars havia pres la vila i el general Golitsyn va fer-los fora el 13 de juny, i el cos principal de von Bennigsen va ocupar la ciutat a la nit mentre l'exèrcit de Napoleó marxava sobre Friedland.
Amb mai més de 26.000 homes, Jean Lannes va obligar Benningsen a agrupar progressivament més tropes la vora del riu per derrotar-lo i va contractar els russos primer en el bosc de Sortlack i davant Posthenen, i Lannes va concentrar 80.000 tropes en la riba esquerra del riu. Durant la nit, ambdós bàndols usaren la cavalleria per evitar la formació de línies de batalla, i una carrera entre els esquadrons rivals per la possessió de Heinrichsdorf va acabar a favor dels francesos sota Grouchy i Nansouty. Benningsen va quedar atrapat a la riba oest i va haver de lluitar després d'haver destruït tots els seus pontons.
Lannes va lluitar dur per mantenir Bennigsen, que a les 6 am Bennigsen Tenia prop de 50.000 homes al llarg del riu formant fins a l'oest de Friedland. La seva infanteria, organitzada en dues línies, es va estendre entre la carretera Heinrichsdorf-Friedland i les corbes superiors del riu juntament amb l'artilleria. Més enllà de la dreta de la infanteria, cavalleria i cosacs ampliaven la línia cap al nord-est del bosc de Heinrichsdorf. Petits cossos de cosacs van penetrar fins i tot a Schwonau. A l'ala esquerra hi havia una mica de cavalleria i, més enllà del riu Alle, les bateries van entrar en acció per cobrir-lo. Al bosc de Sortlack va haver forts combats entre els tiradors russos i algunes de les tropes de Lannes.
El cap del cos francès i polonès de Mortier va aparèixer en Heinrichsdorf i va expulsar els cosacs de Schwonau. Lannes es va mantenir ferm, i a migdia Napoleó amb 40.000 tropes franceses va arribar a l'escena de la batalla. Napoleó va donar breus ordres: el cos de Ney prendria la línia entre Postlienen i el bosc de Sortlack, Lannes tancant a la seva esquerra, per formar el centre, Mortier en Heinrichsdorf la banda esquerra. El Cos al comandament del general Víctor i la Guàrdia Imperial es van col·locar en reserva darrere Posthenen. Masses de cavalleria van ser agrupades a Heinrichsdorf. L'atac principal va ser contra l'esquerra russa, en l'estreta llengua de terra entre el riu i el molí de la riera de Posthenen. Tres divisions de cavalleria van ser afegits a la reserva general.
El curs de les operacions anteriors significava que els dos exèrcits tenien encara grans destacaments a Königsberg. L'emperador va passar la tarda formant les masses de nouvinguts cobert per un bombardeig d'artilleria. A les cinc tot estava llest, i Ney, precedit per un foc d'artilleria pesant, va carregar ràpidament sobre el bosc de Sortlack en direcció a Alle. La dreta del mariscal Ney sota Marchand va portar part de l'esquerra russa al riu a Sortlack, mentre que la divisió de Bisson va avançar a l'esquerra. Una càrrega furiosa per la cavalleria russa en l'espai entre Marchand i Bisson va ser rebutjat per la divisió de dragons de Latour-Maubourg.

## Conseqüències
La batalla suposà una victòria francesa definitiva i la fi de la Guerra de la quarta coalició, l'exèrcit rus es retirà de forma caòtica a través del riu Lyna en el qual molts soldats s'ofegaren. El 7 de juliol ambdues potències firmaren el primer dels Tractats de Tilsit.